# Jihopatagonské ledovcové pole

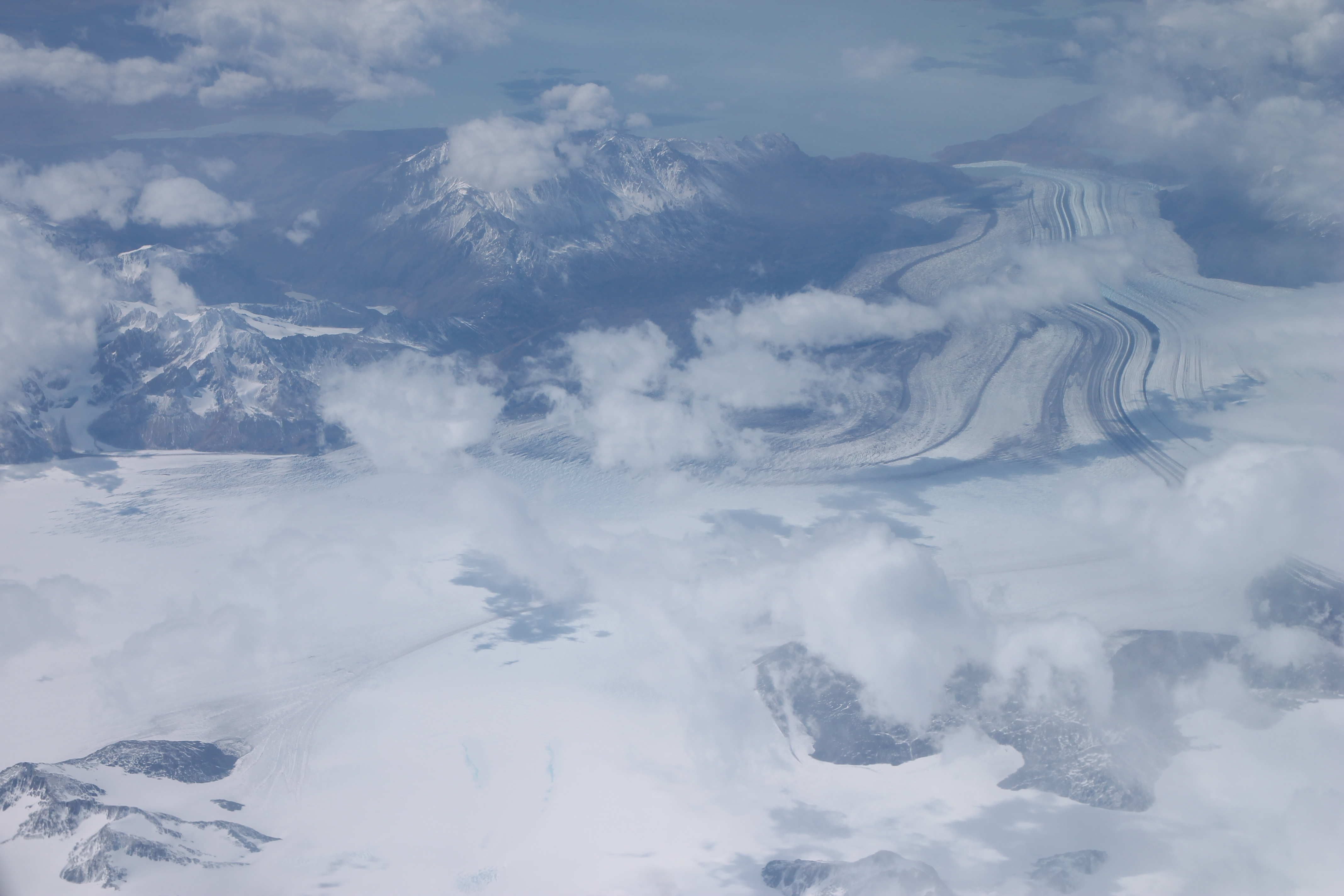
Jihopatagonské ledovcové pole a ledovec Viedma

Jihopatagonské ledovcové pole (španělsky Campo de hielo Patagónico Sur) je rozsáhlé území pokryté ledovcem v jižním Chile, menší částí zasahuje i na argentinské území. Nachází se v Patagonských Andách, ve směru sever-jih měří přibližně 360 km, v západo-východním směru měří až 90 km a jeho rozloha je odhadována na 13 000 km².
Součástí Jihopatagonského ledovcového pole jsou např. ledovce Upsala, Viedma, Perito Moreno (Argentina) a Jorge Montt, Pío XI, O'Higgins, Bernardo, Tyndall, Grey (Chile). Zatímco voda ze západní strany ledovcového pole stéká do fjordů Tichého oceánu, východní svahy sousedí s ledovcovými jezery Viedma, Argentino a Buenos Aires / General Carrera.
Podstatná část jeho plochy byla vyhlášena za chráněné území: mimo jiné národní parky Los Glaciares (Argentina, světové přírodní dědictví UNESCO), Bernardo O'Higgins (Chile) a Torres del Paine (Chile).